# Alexander der Lynkeste
Alexandros der Lynkeste (altgriechisch Ἀλέξανδρος Aléxandros, lateinisch Alexander; † 330 v. Chr.) war ein makedonischer Adliger und Feldherr Alexanders des Großen. Er war ein Sohn des Aeropos von Lynkestis. Unter seinen Vorfahren befanden sich vermutlich einige makedonische Könige, die den Thron gegen die legitime Königsfamilie der Argeaden usurpiert hatten.
Nach der Ermordung König Philipps II. von Makedonien durch Pausanias (336 v. Chr.) suchte Alexander der Große sich rasch und rücksichtslos gegen alle anderen Prätendenten den Thron zu sichern und ließ viele Rivalen beseitigen. So wurden auch Heromenes und Arrhabaios, die beiden Brüder des Alexandros von Lynkestis, am Tag der Leichenfeier wegen ihrer angeblichen Beteiligung an der Tötung Philipps hingerichtet. Alexandros von Lynkestis blieb am Leben, da er Alexander sofort als König anerkannt hatte. Ein Neffe floh an den Hof des persischen Großkönigs nach Persepolis. Von Alexander wurde er zum Militärstatthalter (strategos) von Thrakien ernannt und führte 335 v. Chr. ein thrakisches Aufgebot zur Belagerung von Theben.
Auf dem Asienfeldzug übernahm Alexandros von Lynkestis nach der Schlacht am Granikos 334 v. Chr. von Kalas das Kommando über die thessalische Reiterei. Während der Belagerung von Halikarnassos fing der Feldherr Parmenion einen Brief des persischen Großkönigs Dareios III. an Alexandros ab, der eine Verschwörung zum Mord an Alexander dem Großen aufdeckte. Alexandros von Lynkestis wurden darin vom Großkönig 1000 Talente Silber sowie das makedonische Königtum als Lohn zugesichert. Er wurde festgenommen, aber nicht hingerichtet, vermutlich aus Rücksichtnahme auf seinen Schwiegervater Antipater. Im Zuge des Prozesses gegen Philotas 330 v. Chr. wurde Alexandros’ Fall wieder aktuell. Damals sah der König seine Herrschaft durch ein vermutetes Komplott in seiner engsten Umgebung in Gefahr. Er ließ viele tatsächlich oder vermeintlich Schuldige hinrichten, so auch Alexandros von Lynkestis, vielleicht, weil dieser ein potentieller Prätendent war.